# Liga de Grecia de waterpolo femenino
La Liga de Grecia de waterpolo femenino es la competición más importante de waterpolo femenino entre clubes griegos. Está organizada por la Federación Griega de natación.

## Campeones por temporada
| - 1988: Ethnicos Pireo - 1989: ANO Glyfada - 1990: Ethnicos Pireo - 1991: NO Vouliagmeni - 1992: Ethnicos Pireo - 1993: NO Vouliagmeni - 1994: NO Vouliagmeni - 1995: Olympiacos Pireo - 1996: ANO Glyfada - 1997: NO Vouliagmeni - 1998: Olympiacos Pireo - 1999: ANO Glyfada - 2000: ANO Glyfada | - 2001: ANO Glyfada - 2002: ANO Glyfada - 2003: NO Vouliagmeni - 2004: ANO Glyfada - 2005: NO Vouliagmeni - 2006: NO Vouliagmeni - 2007: NO Vouliagmeni - 2008: ANO Glyfada - 2009: Olympiacos Pireo - 2010: NO Vouliagmeni - 2011: Olympiacos SF Pireo - 2012: NO Vouliagmeni - 2013: NO Vouliagmeni | - 2014: Olympiacos Pireo - 2015: Olympiacos Pireo - 2016: Olympiacos Pireo - 2017: Olympiacos Pireo - 2018: Olympiacos Pireo - 2019: Olympiacos Pireo - 2020: Olympiacos Pireo - 2021: Olympiacos Pireo - 2022: Olympiacos Pireo - 2023: Olympiacos Pireo - 2024: Olympiacos Pireo |

## Títulos por club
| Títulos | Club                    | Temporadas                                                                               |
| ------- | ----------------------- | ---------------------------------------------------------------------------------------- |
| 15      | Olympiacos S.F. Pireo   | 1995, 1998, 2009, 2011, 2014, 2015, 2016, 2017, 2018, 2019, 2020, 2021, 2022, 2023, 2024 |
| 11      | NO Vouliagmeni          | 1991, 1993, 1994, 1997, 2003, 2005, 2006, 2007, 2010, 2012, 2013                         |
| 8       | ANO Glyfada             | 1989, 1996, 1999, 2000, 2001, 2002, 2004, 2008                                           |
| 3       | Ethnicos O.F.P.F. Pireo | 1988, 1990, 1992                                                                         |